# Poličnik
Poličnik är en ort i Kroatien.   Den ligger i länet Zadars län, i den södra delen av landet, 190 km söder om huvudstaden Zagreb. Poličnik ligger 117 meter över havet och antalet invånare är 1 141.
Terrängen runt Poličnik är huvudsakligen platt, men åt nordost är den kuperad. Runt Poličnik är det glesbefolkat, med 19 invånare per kvadratkilometer. Närmaste större samhälle är Zadar, 12,4 km sydväst om Poličnik. Trakten runt Poličnik består till största delen av jordbruksmark.